# Noworosyjsk

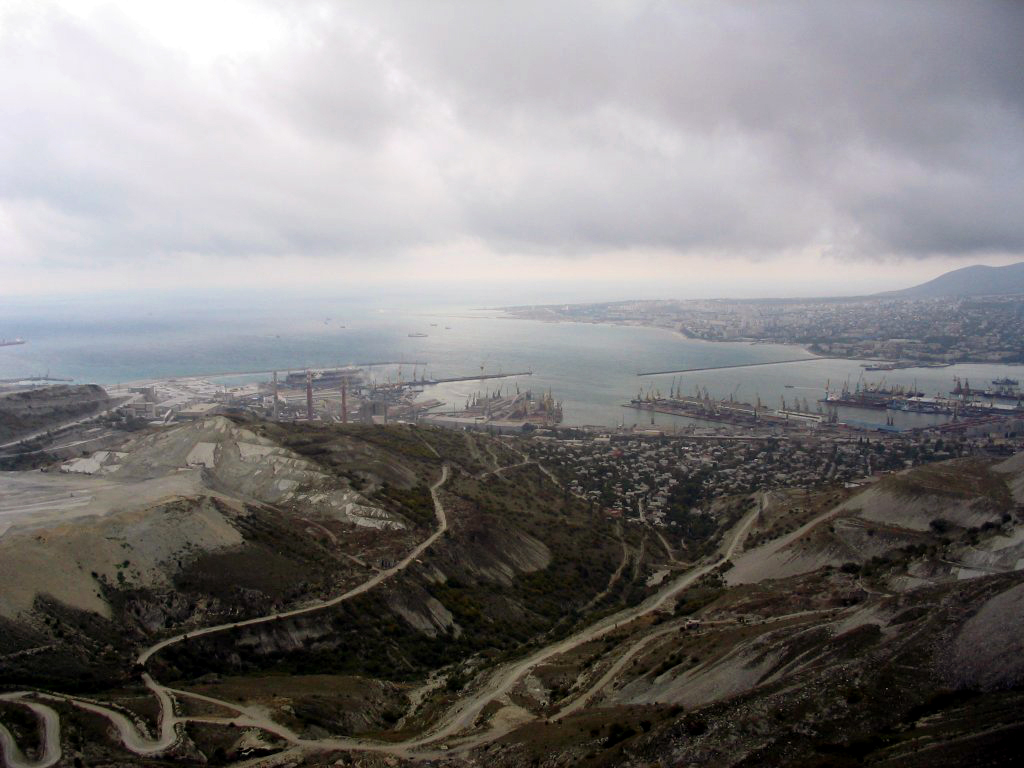
Panorama Noworosyjska

Noworosyjsk (ros. Новороссийск, Noworossijsk) – miasto w Rosji, w Kraju Krasnodarskim, jeden z głównych portów Morza Czarnego.
W mieście jest stacja kolejowa Noworosyjsk.

## Historia
Na miejscu dzisiejszego miasta starożytni Grecy założyli kolonię o nazwie Bata. W XII i XIII wieku istniał tu punkt handlowy włoskiej Genui. Po podbiciu tych terenów przez Imperium Osmańskie, została u ujścia rzeki Zemes zbudowana forteca zwana Sudżuk Kale, aby stąd prowadzić handel niewolnikami.

### XIX wiek
W 1808 r. turecka twierdza została zdobyta przez Rosję. Osadę założono w 1838 na miejscu zburzonej w 1812 tureckiej twierdzy Sudżuk Kale. Jej nazwa pochodzi od prowincji Nowa Rosja (Noworosja). Port powstał w 1848 roku. Noworosyjsk prawa miejskie posiada od 1866. Szybki rozwój miasta nastąpił w 2 poł. XIX wieku, w związku z ożywieniem w handlu i budową floty czarnomorskiej. Noworosyjsk był stolicą utworzonej w 1896 r. guberni czarnomorskiej, która istniała do 1918/20 r. 
W czasie rewolucji w 1905 r. miasto przeszło na 2 tygodnie we władanie delegatów robotniczych. Na rozkaz władz radzieckich w 1918 zatopiono w Zatoce Noworosyjskiej niemal wszystkie jednostki floty czarnomorskiej, nie godząc się na wydanie ich Niemcom.
W latach 1917–1921 w Noworosyjsku funkcjonowała polska placówka o charakterze konsularnym.

### II wojna światowa
W czasie II wojny światowej o miasto trwały zacięte walki od 1942 do 1943. Był to jeden z wysuniętych najdalej na wschód punktów frontu wschodniego na wybrzeżu Morza Czarnego, do którego dotarły wojska hitlerowskich Niemiec (najdalszy na wschód to osada Terekli-Mekteb).
W 1943, na południe od Noworosyjska na przylądku Myschako, przez 225 dni walczył desant wojsk radzieckich (tzw. przyczółek „Mała Ziemia”), początkujący tzw. operację noworosyjsko-tamańską, zmierzającą do wyzwolenia południowych obszarów Kraju Krasnodarskiego. Za te walki na przyczółku „Mała Ziemia” nadano Noworosyjskowi tytuł honorowy miasto-bohater (1973).

### Po 1945
14 września 1973 Noworosyjsk został odznaczony przez Leonida Breżniewa tytułem miasta-bohatera (ros. Город-герой) za zatrzymanie wojsk niemieckich w czasie II wojny światowej.
Miasto jest ośrodkiem przemysłowym, kulturalnym (muzea, planetarium) i akademickim (Морской государственный университет имени адмирала Г.И. Невельского). Różnorodny przemysł metalowy, maszynowy, drzewny, środków transportu, spożywczy oraz cementowy.
Od 2002 roku w porcie zacumowany jest krążownik Michaił Kutuzow, który pełni rolę okrętu-muzeum.

## Sport
- Czernomoriec Noworosyjsk – klub piłkarski

## Osoby związane z miastem
- Aleksander Majewski – polski oficer lotnictwa wojskowego, uczestnik kampanii wrześniowej 1939, organizator powojennego lotnictwa morskiego.

## Galeria

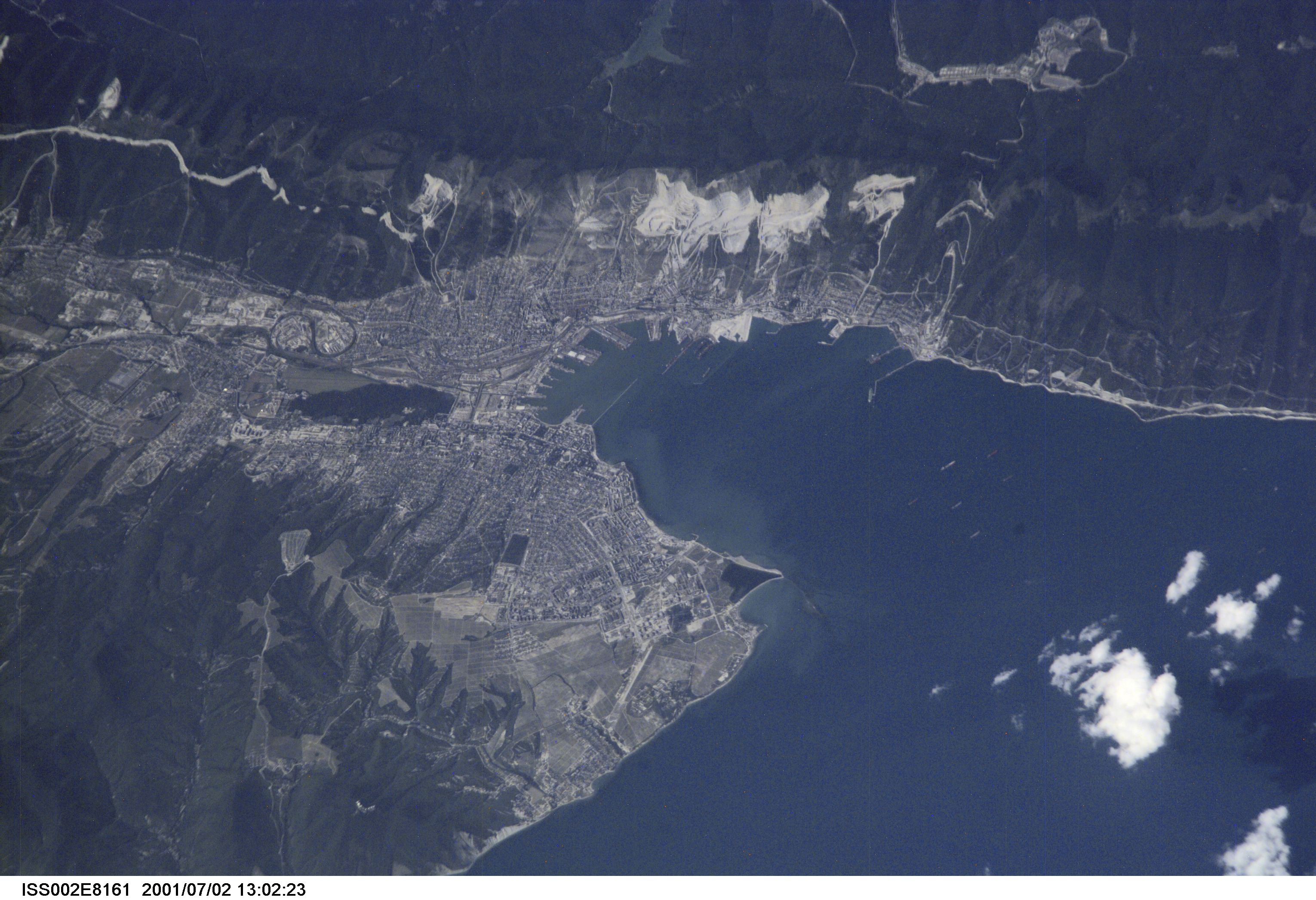
Zatoka z lotu ptaka
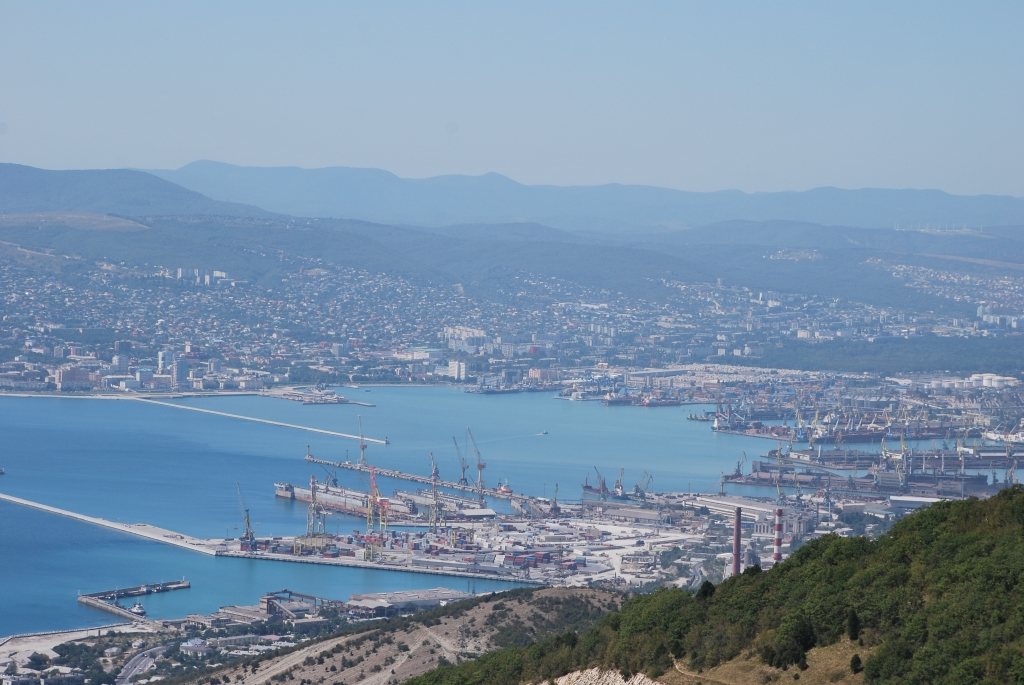
Widok na zatokę
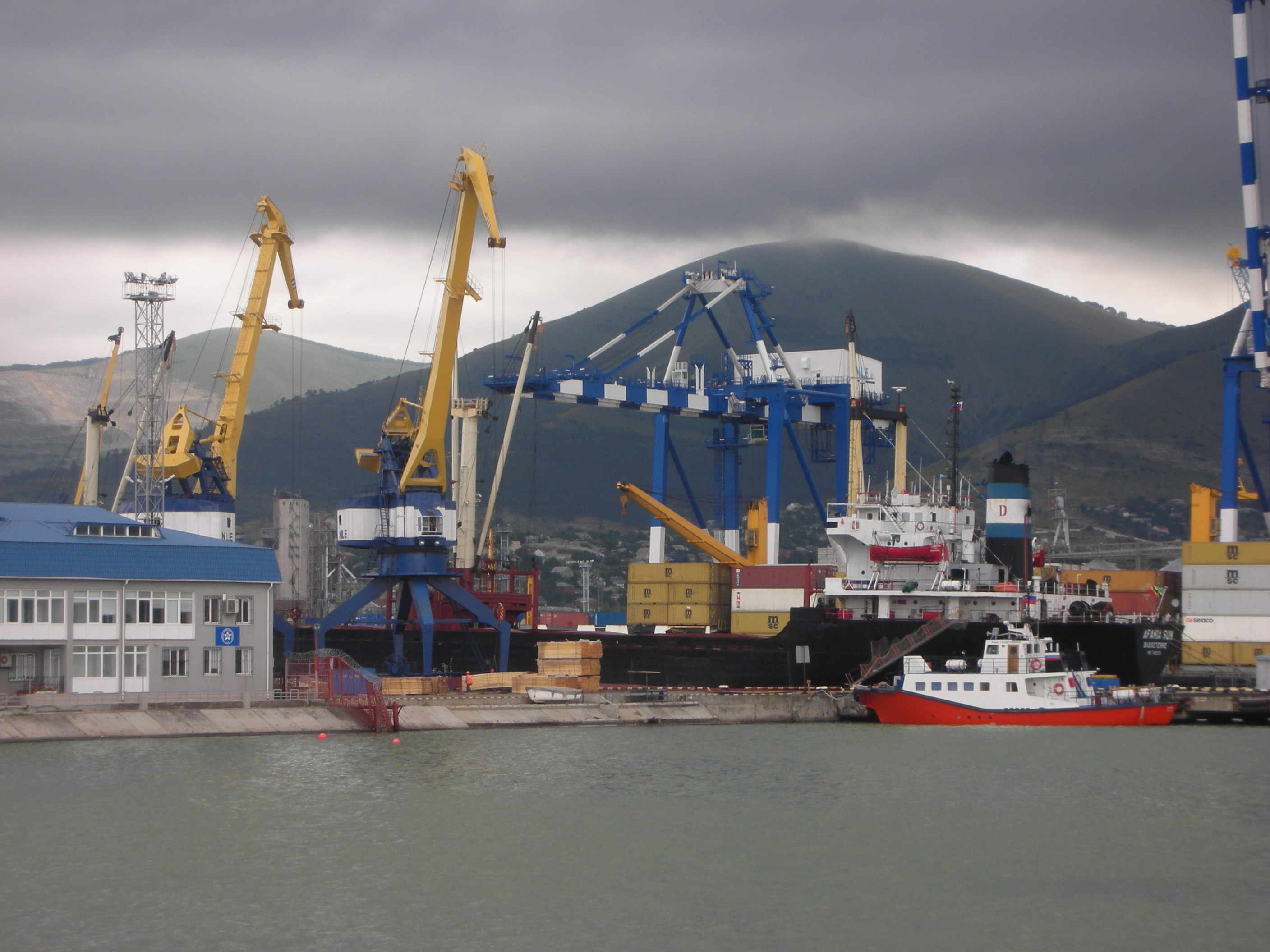
Port
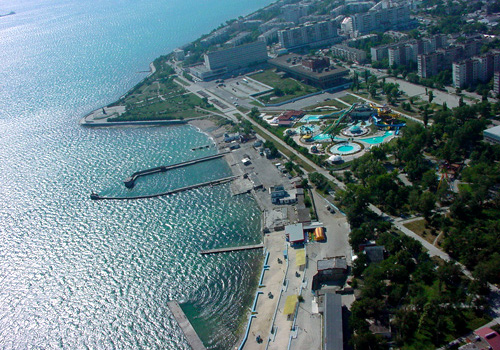
Widok z lotu ptaka
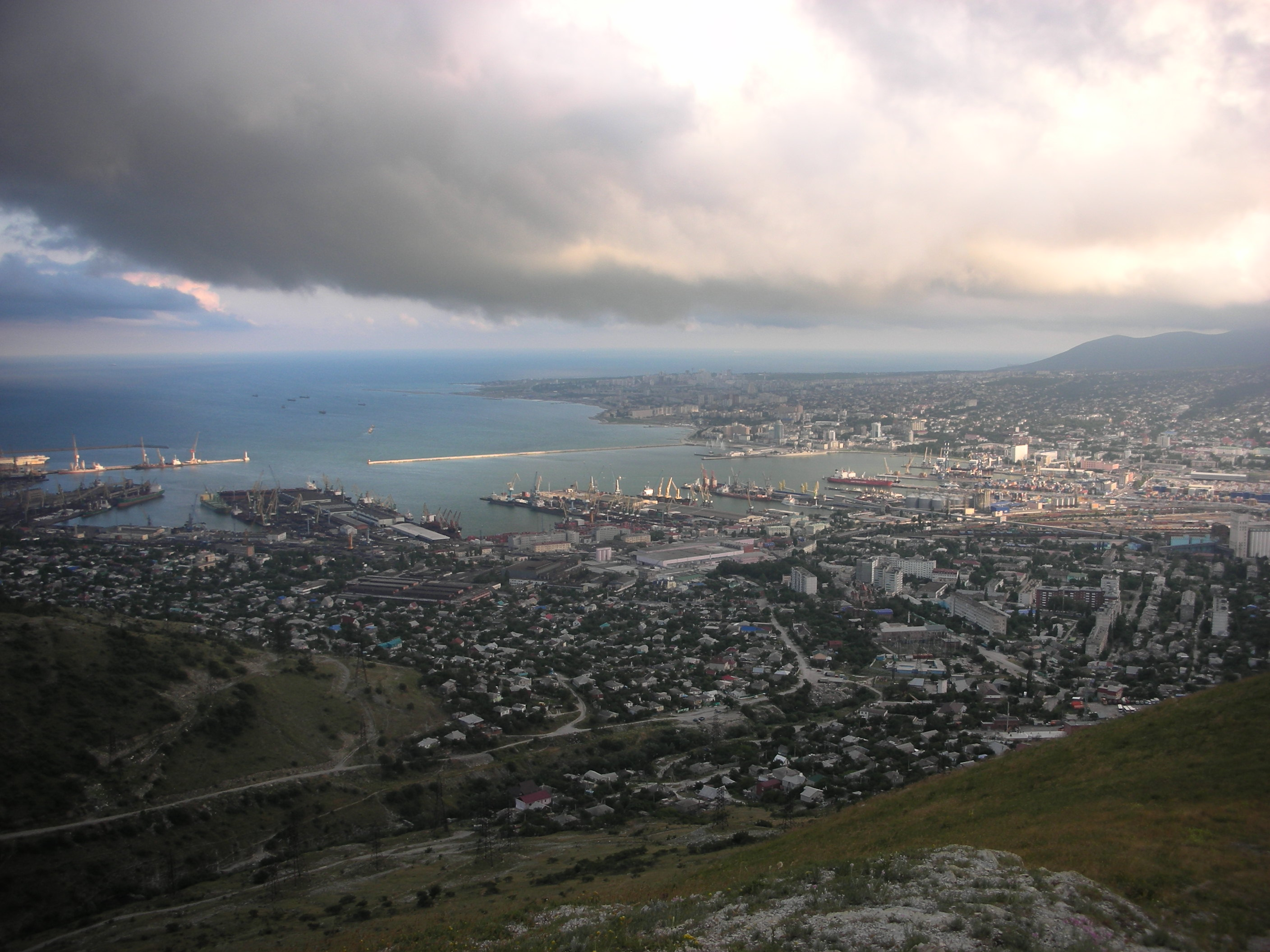
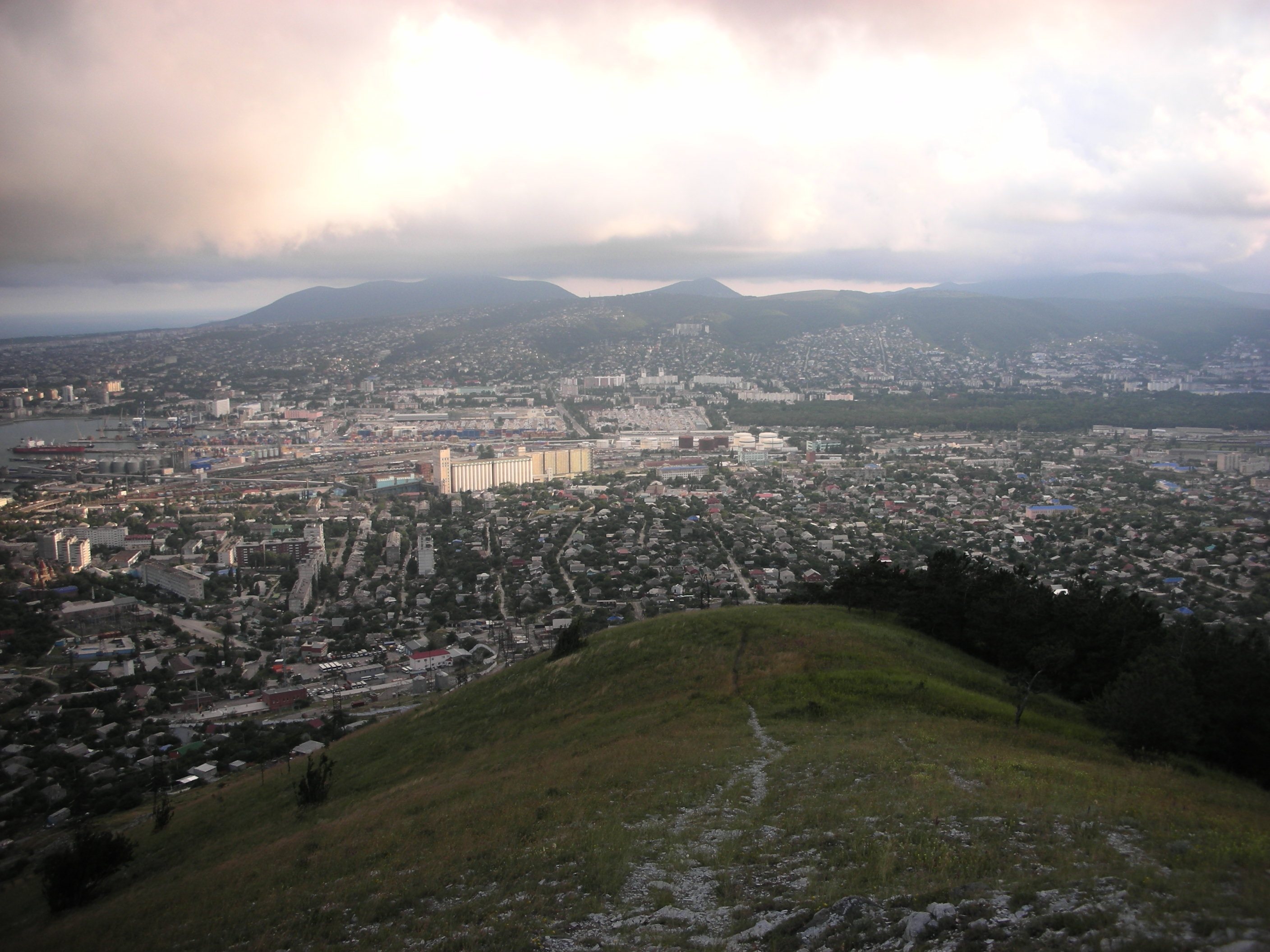
Miasto w 2008 roku
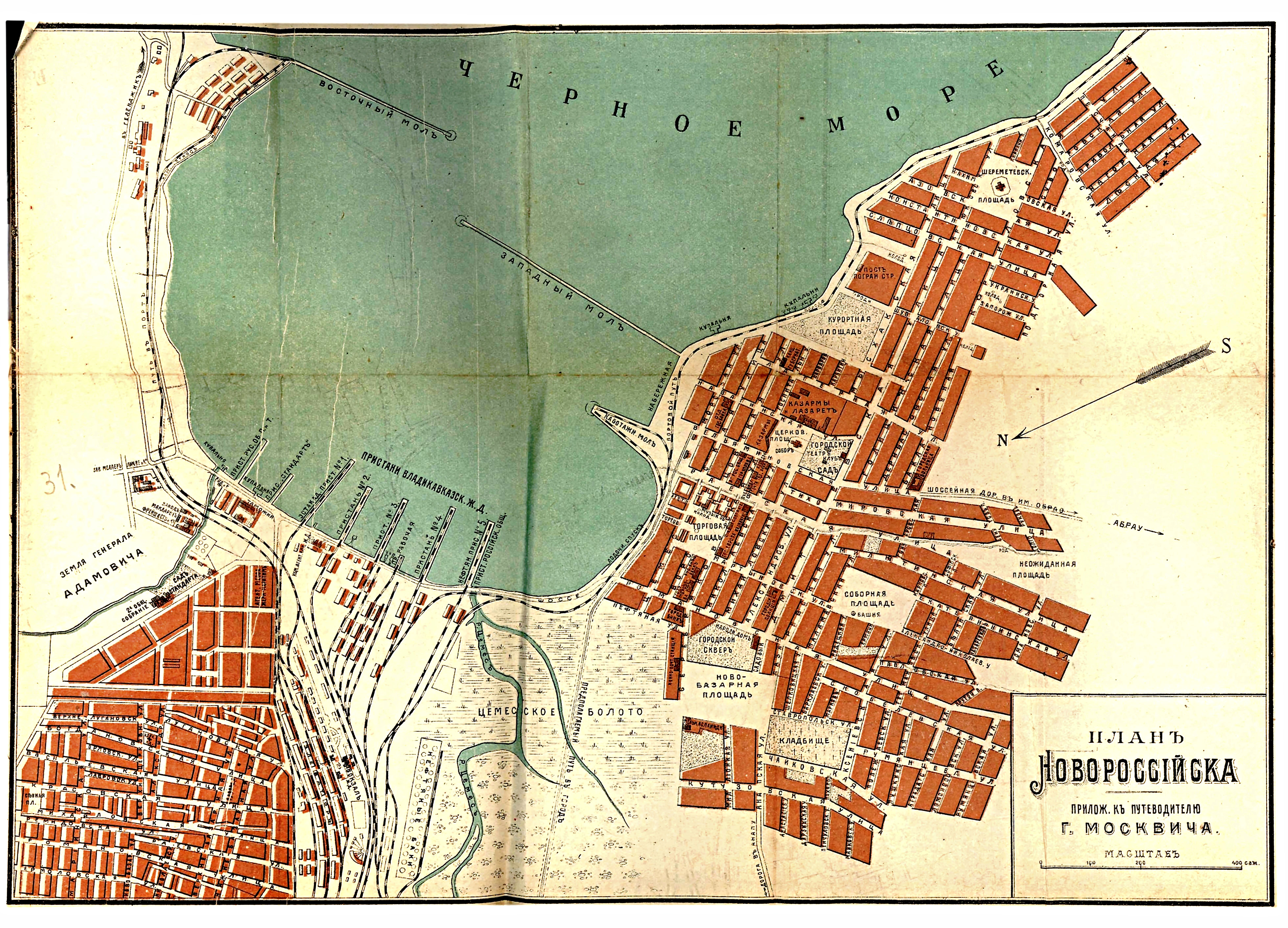
Plan z 1913 roku
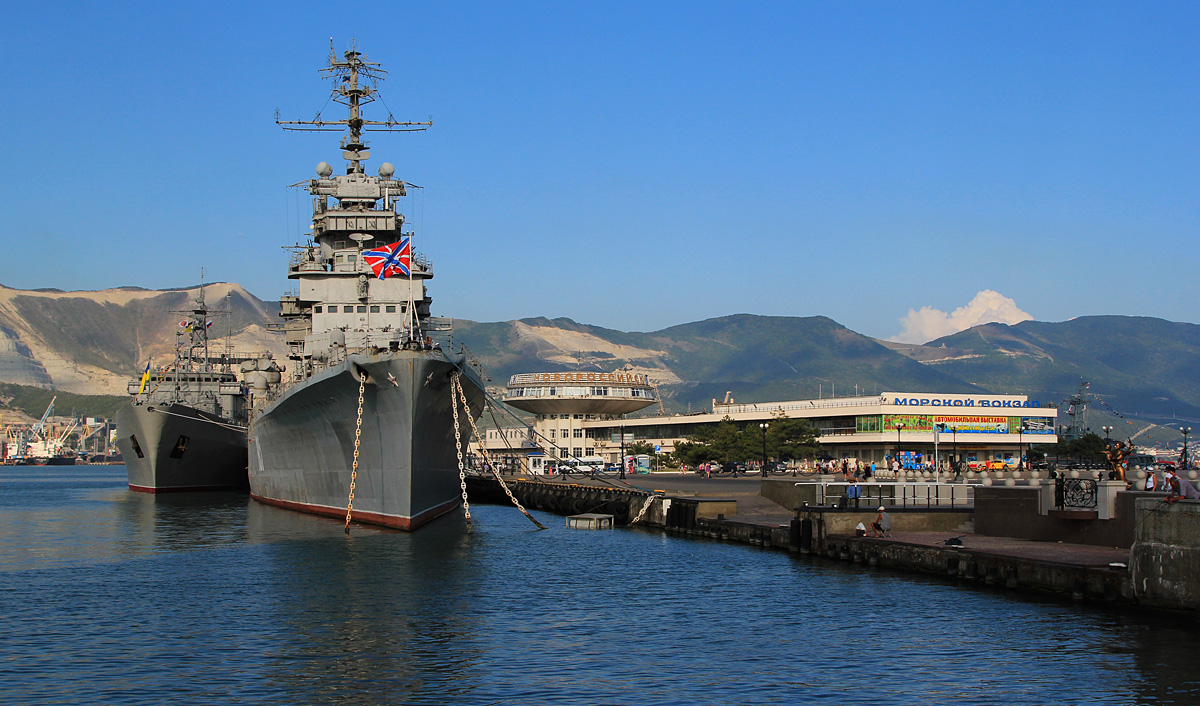
Nabrzeże przy Dworcu Morskim
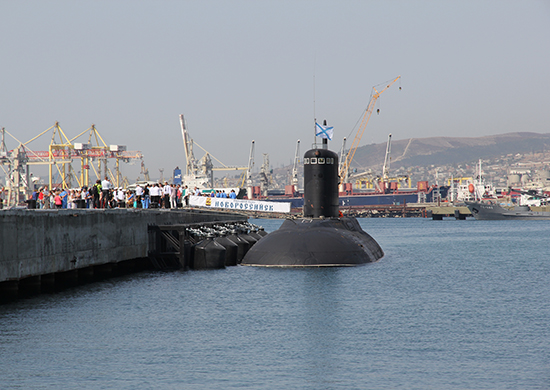
Port
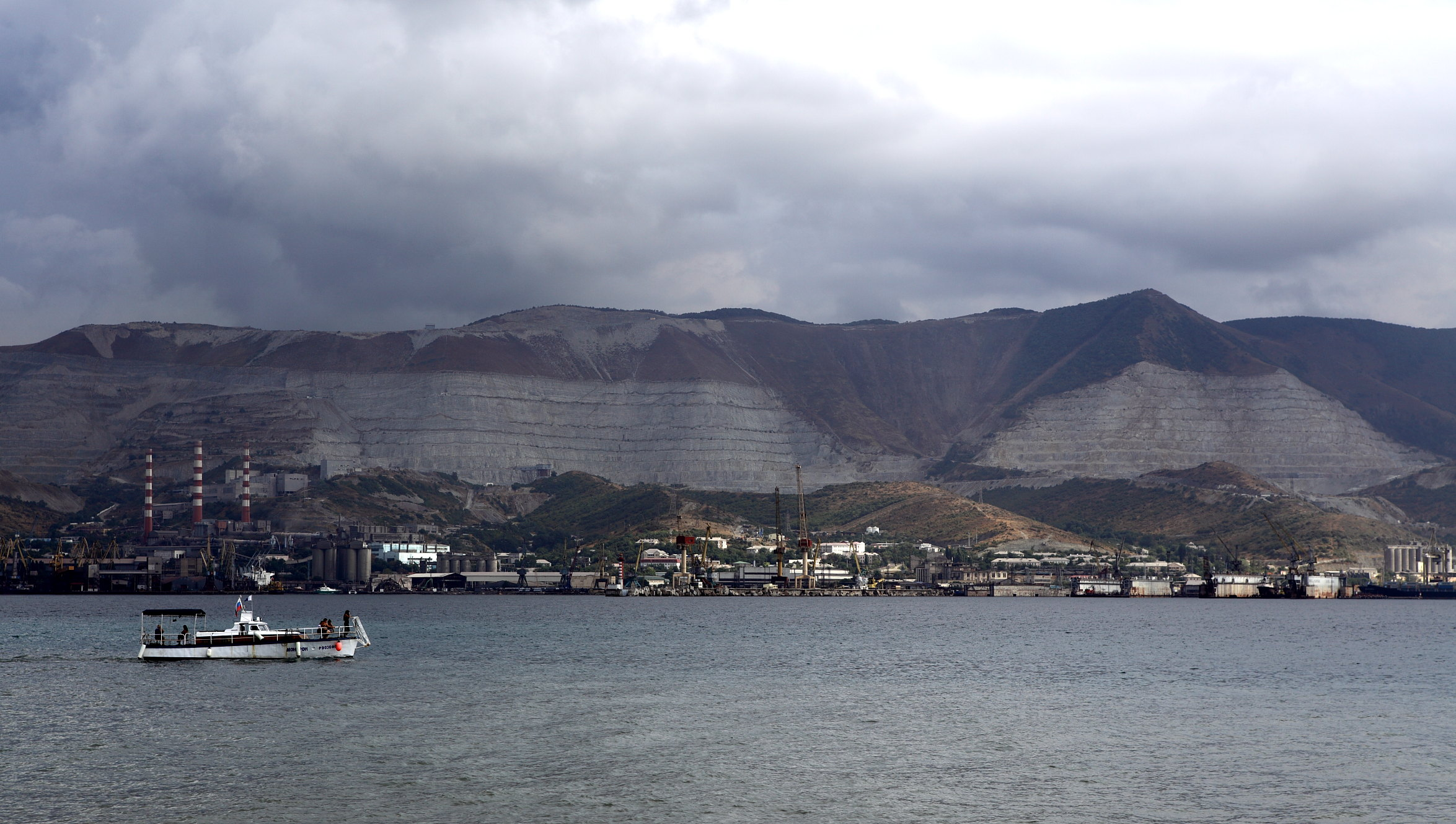
Widok od strony morza
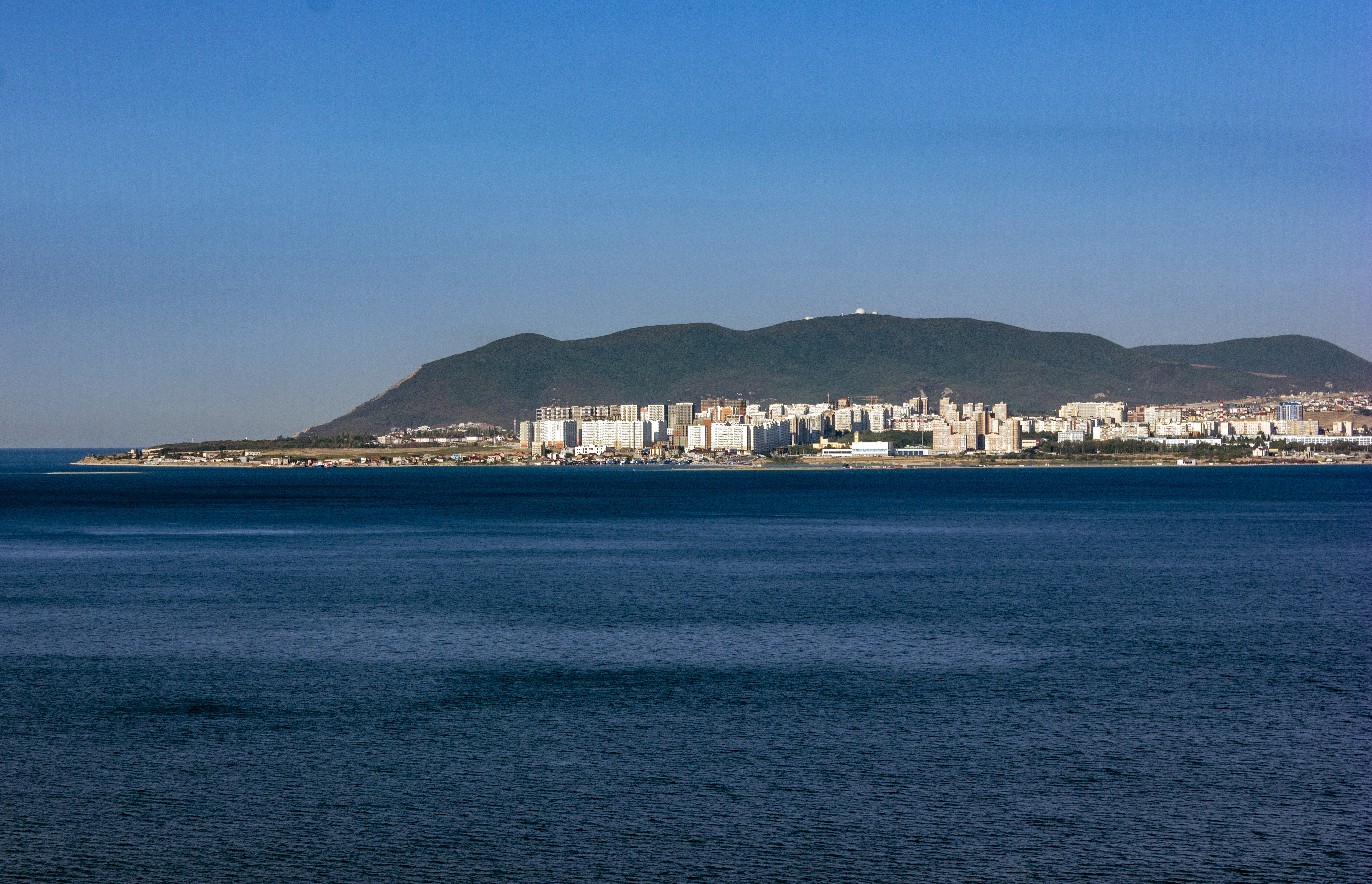
Widok od strony morza
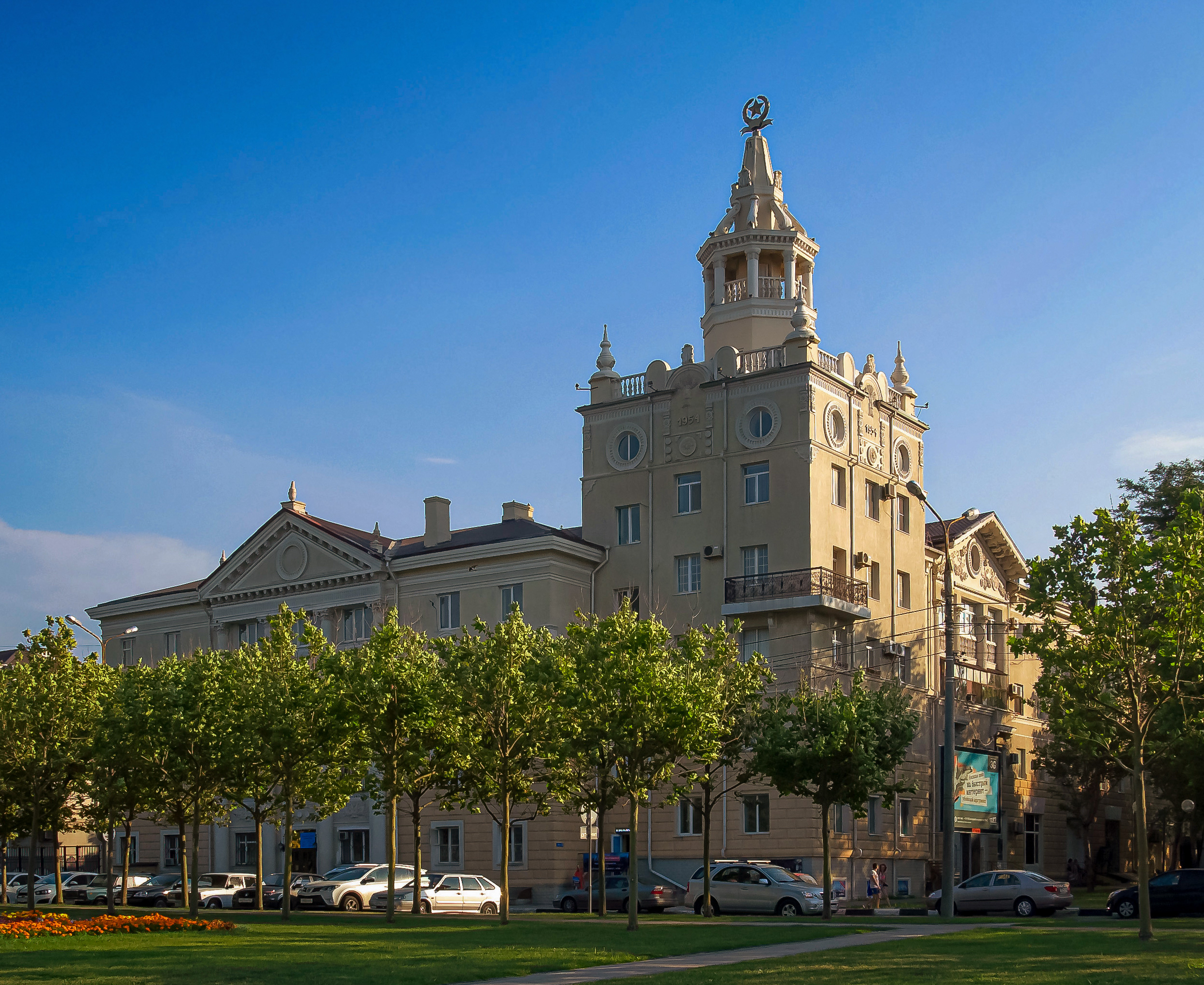
Zabudowa socrealistyczna

## Miasta partnerskie
- Gainesville
- Gijón
- Livorno
- Plymouth
- Pula
- Valparaíso
- Warna

W latach 2019–2022 miasto współpracowało również z Heilbronn w Niemczech. Współpraca ta została zawieszona po rosyjskiej inwazji na Ukrainę.